# III. Lajos nyugati frank király
III. Lajos (863 – 882. augusztus 5.) Franciaország királya, II. (Hebegő) Lajos nyugati frank király és Burgundiai Ansgarde fia, és testvérével, II. Karlman nyugati frank királlyal közösen került trónra apjuk 879-es halála után.
Néhány előkelő azt javasolta, hogy egyedül őt koronázzák királlyá, de a többség úgy döntött, a testvérpár együtt fog uralkodni. Bár sokan kételkedtek abban, hogy ők ketten tudnak majd együtt uralkodni, 880 márciusában Amiens-ban felosztották apjuk területét. Lajos az északi részt kapta.
Boso alsó-burgund király visszavonta a két testvérnek tett hűségesküjét, s saját magát Provence királyának nevezte ki. 880 nyarán Karlmann és Lajos megtámadták, és Mâcont valamint Boso királyságának északi részét visszafoglalták. Később egyesítették seregeiket Kövér Károlyéival, és Vienne-t augusztustól novemberig sikertelenül ostromolták.
Lajos rövid ideig tartó sikereket ért el a vikingek ellen 881-ben, amit egy ófelnémet nyelven írt vers is megörökít.
882 augusztusában halt meg, s ekkor testvére, Karlmann vette át ezek fölött a területek fölött is a hatalmat.